# Limosna
La limosna (del griego 'ἐλεημοσύνη' ('eleimosýni'), "misericordia") es  una ayuda voluntaria que se da a una institución o persona por caridad, sin esperar nada a cambio.

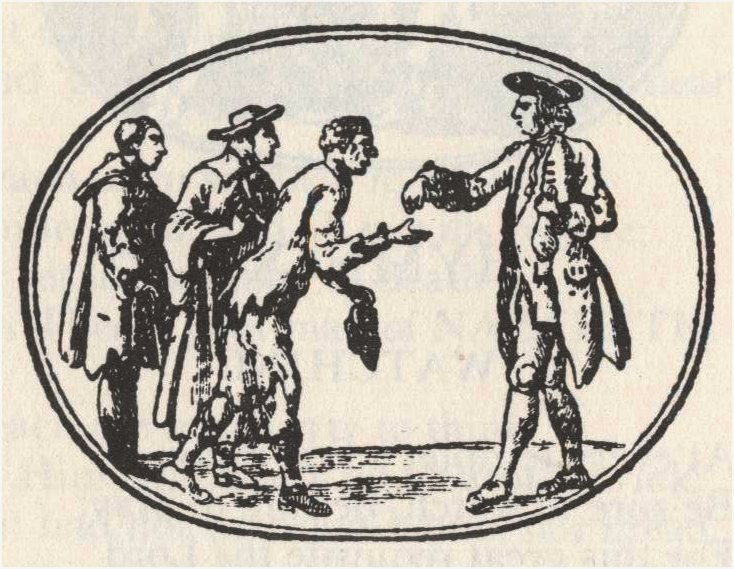
Un noble dando limosna a unos mendigos, imagen el.

## Limosna en el cristianismo

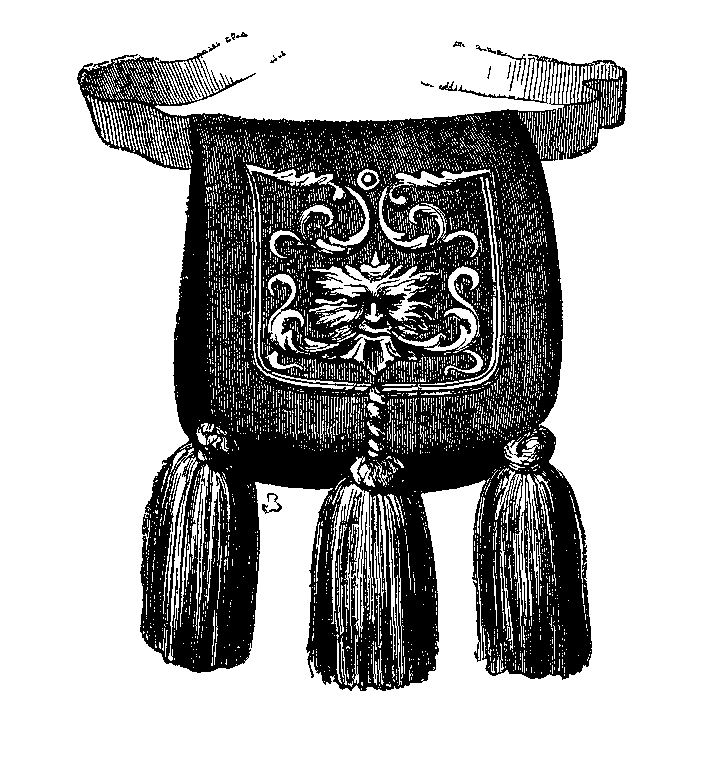
Bolsa de limosnas tomado de un tapiz de Orleans.

La limosna se manda con frecuencia en la Sagrada Escritura: a los judíos se les previno con especialidad que asistiesen a los pobres, a las viudas, a los huérfanos y a los extranjeros. Deut., cap. 10 y. 11: Eclesiástico, cap. 4, v. 1, etc. Las máximas de caridad que continuamente repite Jesucristo en el Evangelio, hicieron aún más conocida y clara la necesidad de este deber. El orden del diaconado fue instituido para cuidar de los pobres: Hech. Apost., cap. 6.
San Pablo escribiendo a los de Corinto les encarga que verifiquen las cosechas o cuestiones todos los domingos para la asistencia de los pobres según había mandado a las Iglesias de Galacia. San Justino, en la Apolog. 2, dice que todos los fieles de las ciudades y aldeas se reunían los domingos para asistir a la celebración de los santos misterios; que después de la oración cada uno hacía su limosna según su celo y facultades: que se entregaba el dinero al que presidía, es decir, al obispo, para distribuirlo a los pobres, viudas, etcétera. Esta práctica se observaba también en tiempo de San Gerónimo y siguió en las parroquias, en las que se suele pedir para los pobres a la misa mayor de los domingos y fiestas.
Tillemont, fundado en un pasaje del código Teodosiano, observa que en el siglo IV había unas mujeres piadosas que se ocupaban en recoger limosna para los presos: se conjetura que serían las diaconisas.[cita requerida]
La caridad con los infelices fue el carácter distintivo de los primeros cristianos: llegaron muchos al extremo de venderse por esclavos y alimentar a los pobres con el precio de su libertad. San Clemente de Roma. Epíst. 1.ª, núm. 63. Asistían igualmente a los paganos que a los fieles. Juliano les hace esta justicia y escribiendo a un pontífice del paganismo, Epist. 62, dice las siguientes palabras: 

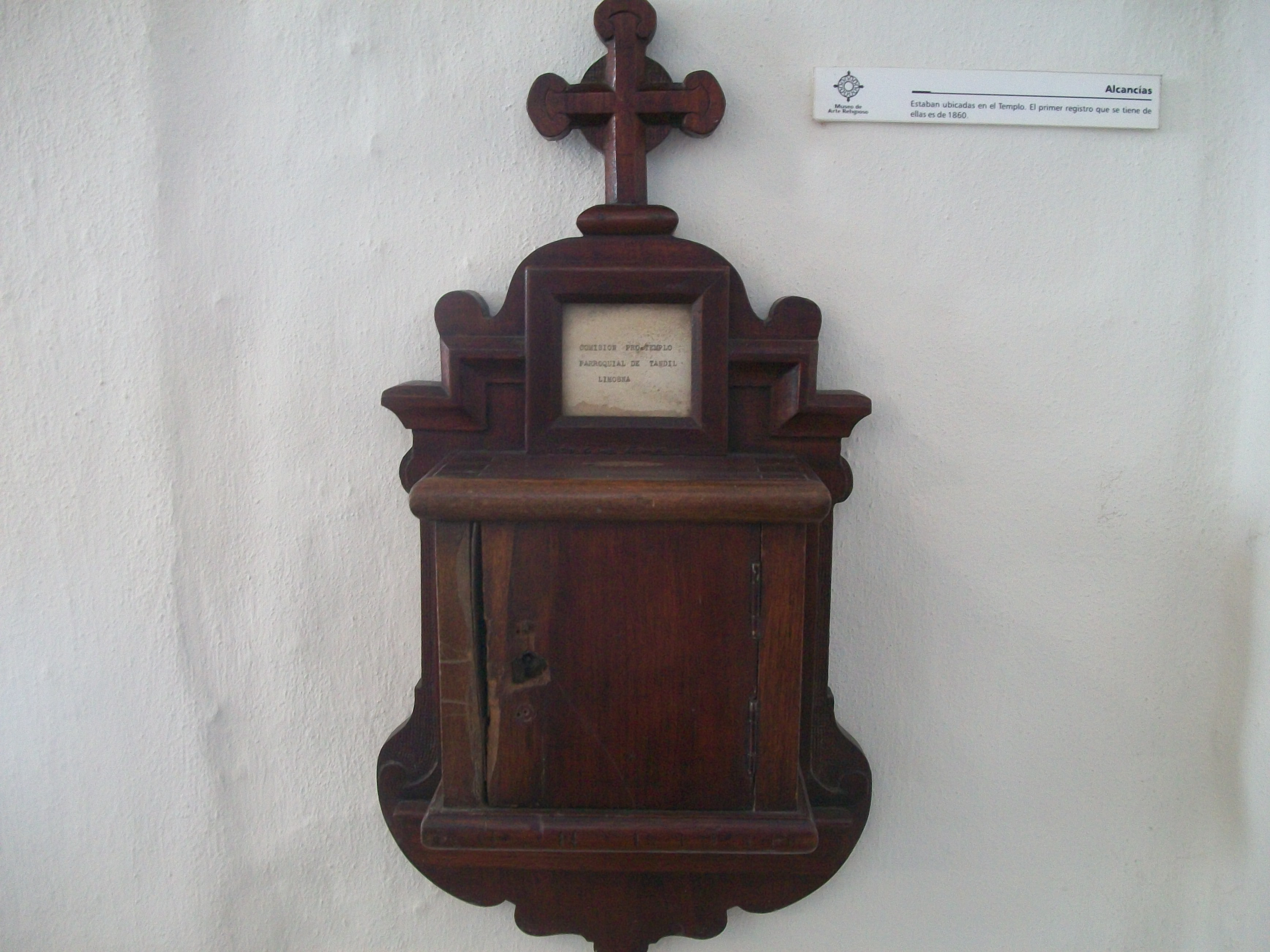
Mueble para lismosnas de madera exhibido en el Museo de Arte Religioso de Tandil.

Es vergonzoso que los galileos (llamaban así a los cristianos) alimenten a sus pobres y a los nuestros.
Las oblaciones de los fieles se dividían en tres partes:[cita requerida]
- una, para los pobres
- otra, para la conservación de las iglesias y culto divino
- otra, para el clero

San Crodegando, obispo de Metz, en el siglo VIII, en la regla que prescribe a los canónigos regulares, quiere que el sacerdote a quien se diere alguna cosa por celebrar la misa, administrar los sacramentos o cantar los salmos o himnos, no lo reciba sino a título de limosna.[cita requerida]

## Limosna en el islam
En la religión musulmana la limosna o sadaqa (en árabe, صدقة) es voluntaria. También existe una limosna obligatoria denominada zakat (en árabe, زكاة) que constituye el tercero de los Pilares del Islam. La parte proporcional de cada contribuyente se utiliza para repartir entre los más desfavorecidos y se paga a través del estado, como un impuesto más del ministerio de Asuntos Religiosos.[cita requerida]

## En el arte pictórico

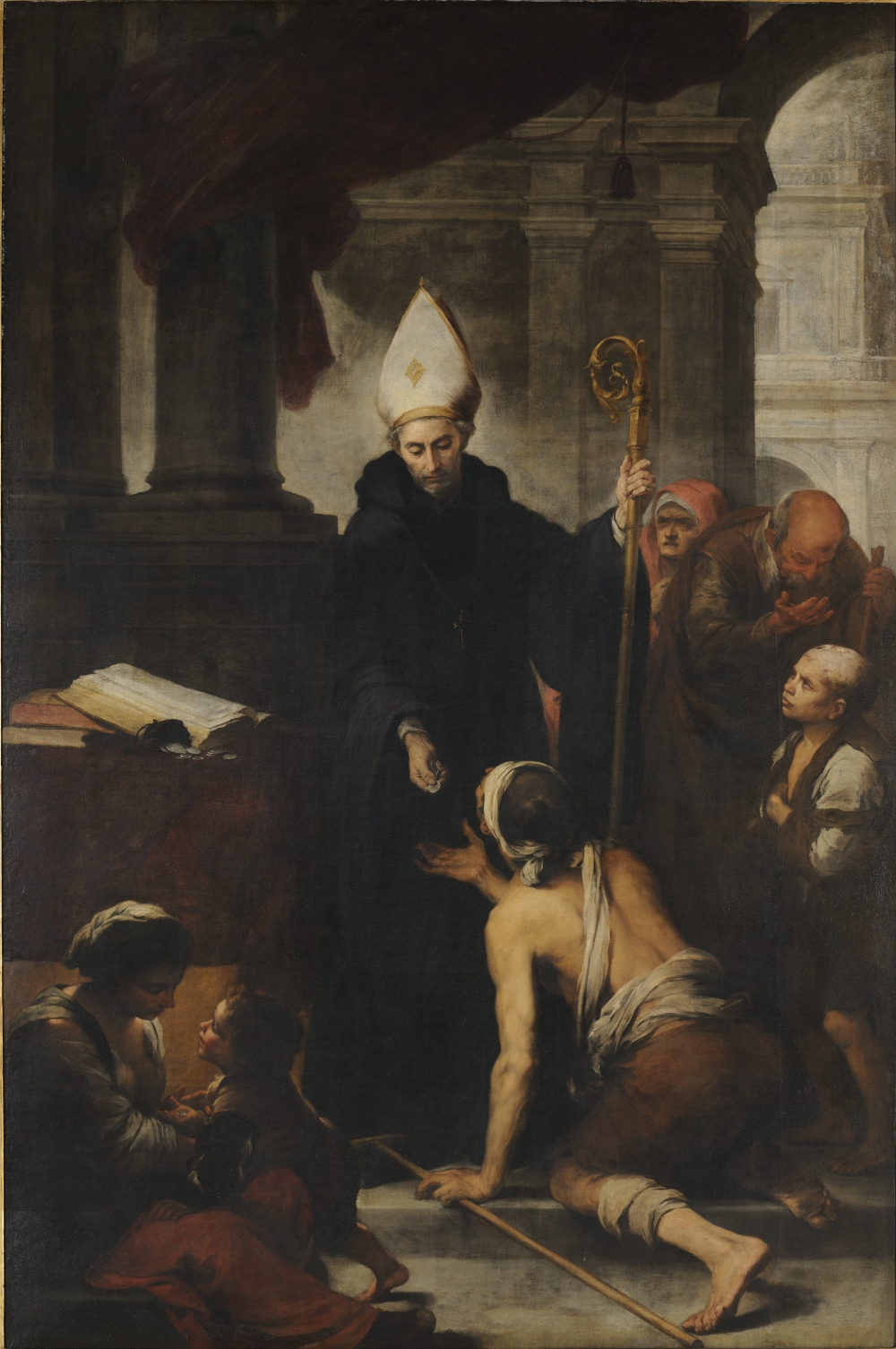
Santo Tomás de Villanueva dando limosna a los pobres, de Murillo.
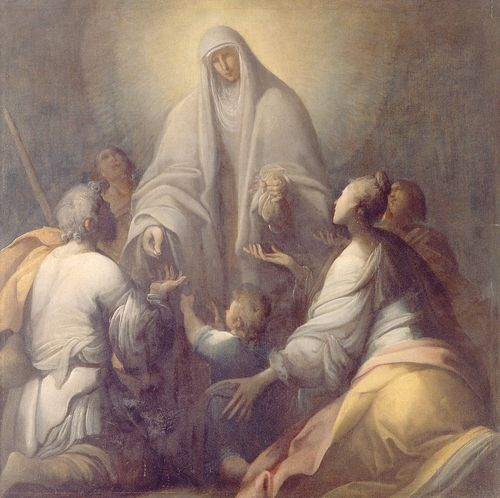
Santa repartiendo limosna, de Mastelletta.
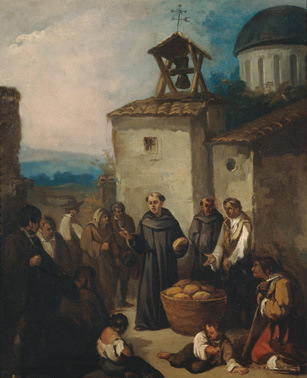
Monje repartiendo limosna, de Mauricio Rugendas.
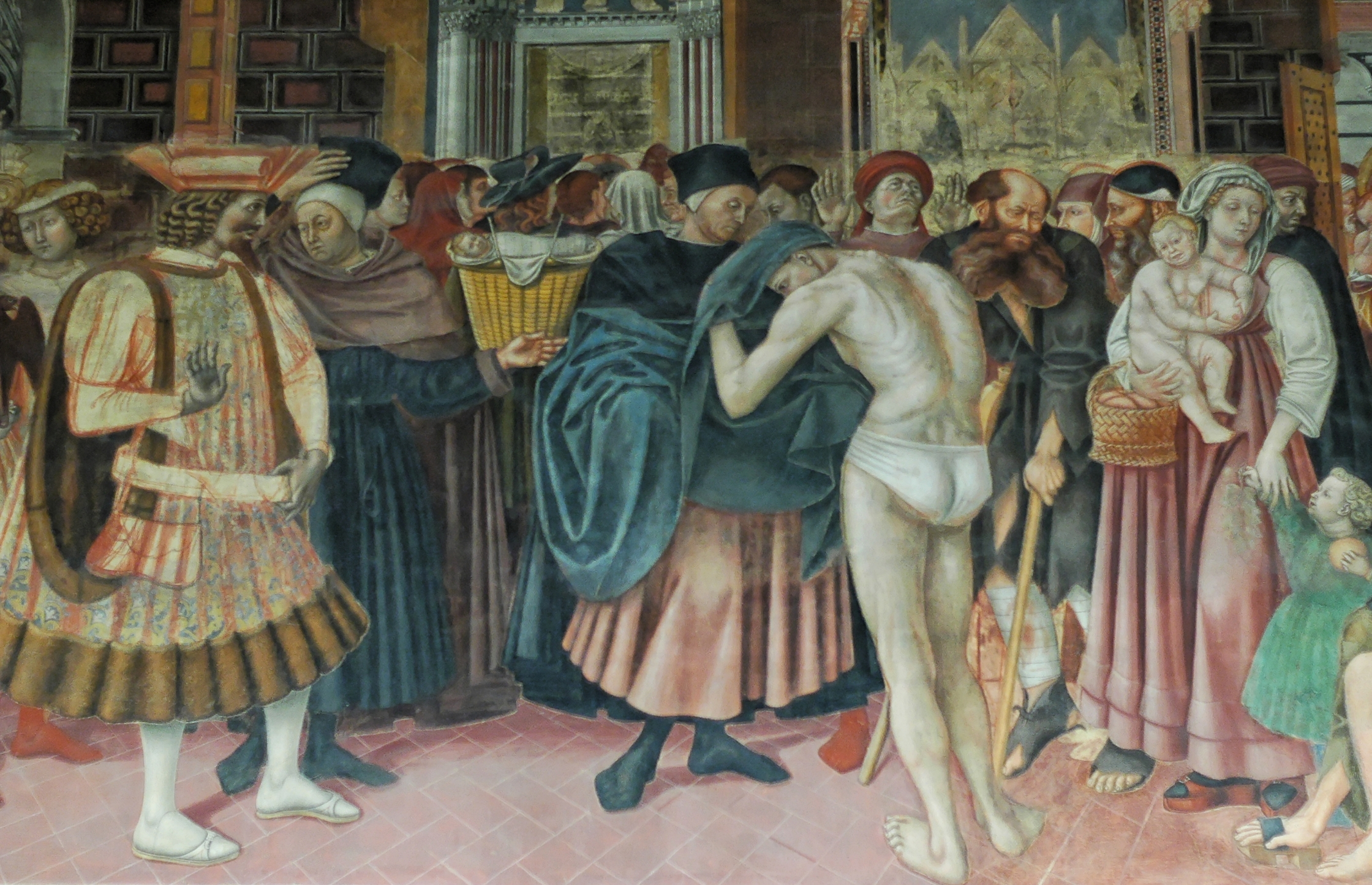
Reparto de limosna, de Domenico di Bartolo.
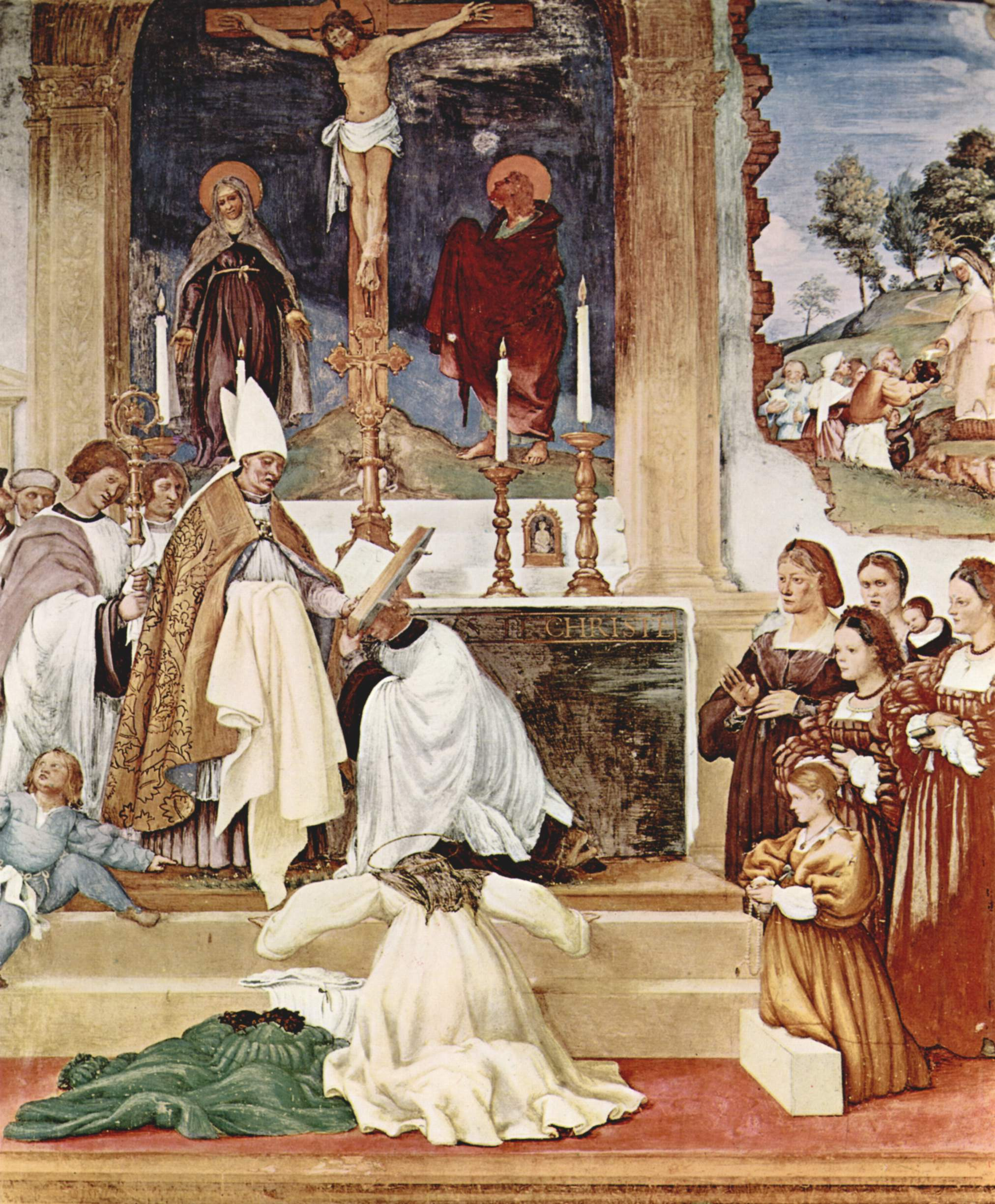
Limosna de Santa Brígida, de Lorenzo Lotto.
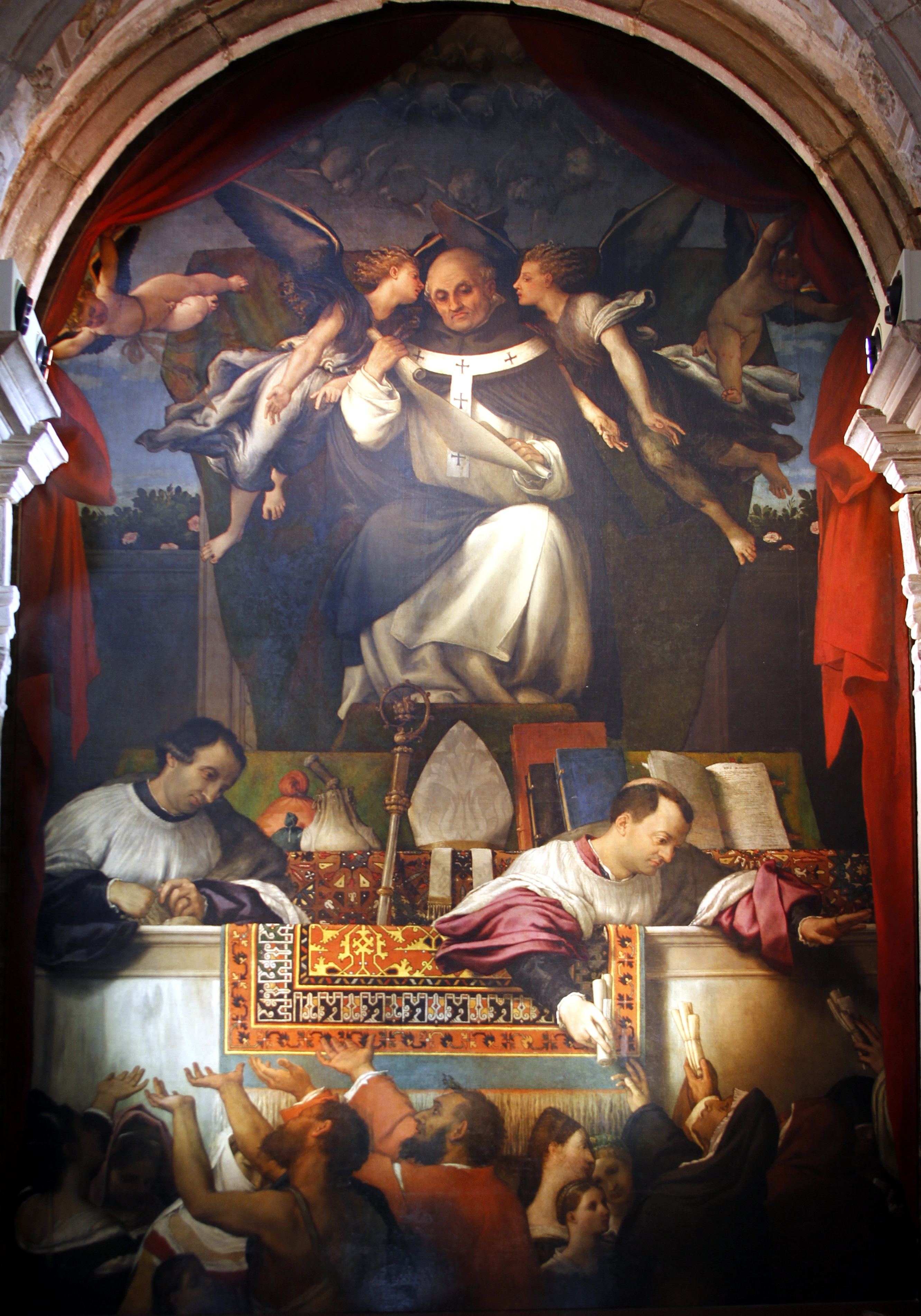
Limosna de San Antonio, de Lorenzo Lotto.